# Sincronía de labios
La sincronía de labios o fonomímica, más conocida por el falso anglicismo playback (en inglés, lip sync o lip synch), consiste en la sincronización de movimientos labiales con vocales habladas o cantadas, simulando así el cantar o hablar en vivo. En general, se refiere a los diferentes procesos y métodos, en el contexto de presentaciones en vivo.
Normalmente se da en televisión, en donde se escenifica un concierto de música en directo, cuando en realidad el sonido es una grabación y los músicos solo interpretan un papel: tocar la guitarra, mover la boca, etcétera; aunque hay casos donde se usa incluso para simular una entrevista. También se da en recitales de cantantes, en los que se puede argumentar que se trata de un repertorio nuevo por dominar, enfermedades que afecten la calidad y cualidades de la voz, o en casos más graves, la voz del cantante no es realmente la de la grabación, bien sea porque esta ha sido pasada por filtros para mejorarla, cubriendo así deficiencias del cantante, o porque este no es quien graba discos, sino es usado como imagen. El playback durante conciertos genera controversia, sobre todo si es usado con frecuencia. En la producción de películas, es común durante la posproducción, el doblaje a otros idiomas y las animaciones. En los videojuegos de estrategia es ampliamente usado para crear un ambiente de inmersión a este.

## En música
A pesar de que la fonomímica puede ser usada para aparentar que los actores tienen habilidad musical, es más usada para crear efectos especiales en la voz imposibles de realizar en vivo, para crear armonías de voz o coros, para llevar a cabo una coreografía en vivo o para cubrir enfermedades u otras deficiencias durante la ejecución en vivo. Frecuentemente, en las presentaciones transmitidas por televisión, los artistas se ven obligados a usar fonomímica, cuando son apariciones cortas, ya que requiere menos tiempo para los ensayos y simplifica enormemente la mezcla de sonido. Algunos, sin embargo, hacen playback, puesto que no tienen la misma confianza al cantar en vivo y puede eliminar la posibilidad de desafinar o cantar defectuosamente una nota. El uso frecuente de fonomímica durante presentaciones en vivo no es aceptado por muchos, los cuales lo ven como falta de capacidad por parte del cantante.

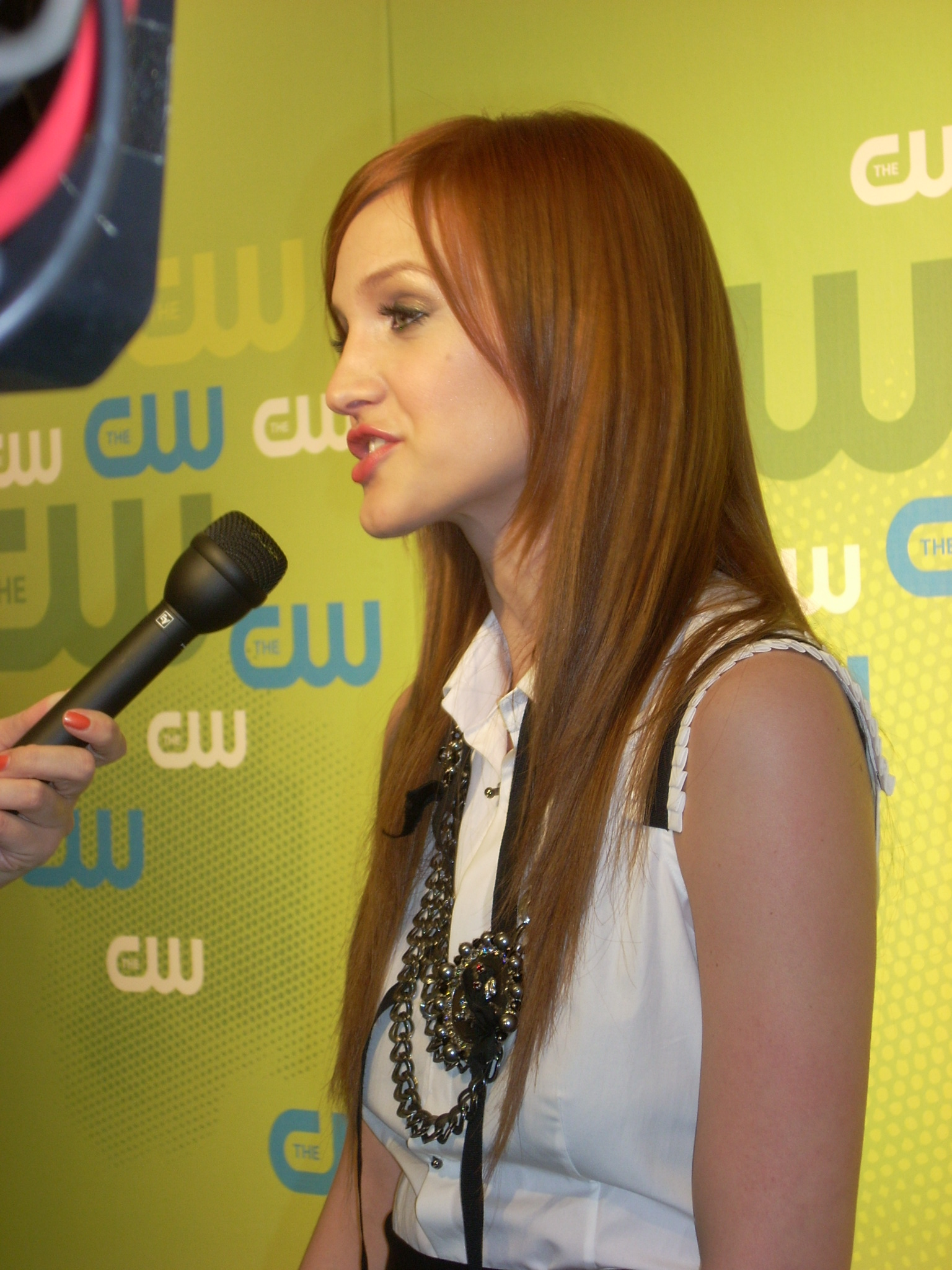
La cantante pop Ashlee Simpson sincronizó labios en el programa de televisión Saturday Night Live en 2004.

En los videos musicales, debido a que el video y la música se graban por separado, los artistas por lo general hacen playback con sus canciones y, a menudo, simulan interpretar instrumentos musicales también. El playback es frecuentemente usado con el fin de realizar diferentes efectos en los videos musicales. En algunos casos los artistas mueven los labios a una velocidad más rápida que la pista normal con el fin de dar un efecto de cámara lenta en el video final (por ejemplo el video de Paradise (What about Us) de Within Temptation), lo cual es ampliamente considerado como complejo de lograr. 

### Ejemplos
Los artistas con frecuencia usan sincronización de labios en ciertas ocasiones durante extenuantes números de baile o actuaciones en directo y grabado, debido a la capacidad pulmonar que se necesita para la actividad física (ambos a la vez que requieren tener un riguroso entrenamiento pulmonar de respiración). Por ejemplo, el artista Will Smith  usó playback en la interpretación vocal de "Wild Wild West" en los MTV Movie Awards 1999, donde era evidente que estaba casi sin aliento en la conclusión de la canción. Los artistas también pueden usar playback en situaciones en las que sus bandas y/o sistemas de sonido no pueden ser acomodados, tales como el desfile de Macy del Día de Acción de Gracias que cuenta con cantantes populares haciendo playback mientras se conducen carros alegóricos, o para disfrazar su falta de la capacidad de cantar, sobre todo en entornos reales o no de estudio. Algunos cantantes habitualmente usan playback durante actuaciones en directo, tanto de conciertos como de televisión. Algunos artistas cantando en vivo alternan entre playback y cantan en vivo la realización de una sola canción. En 1989, en el New York Times, un artículo afirma que en el concierto de "Bananarama" en el Palladium, "la primera canción tenía un gran ritmo, con capas de armonías vocales y un movimiento de baile para cada línea de letras", pero "el kit de batería estaba intacto hasta cinco canciones en el playlist, o que los coros (y, al parecer, algunas de las voces principales como también una interpretación híbrida) se encontraban en la cinta, junto con el ritmo". El artículo también afirma que "la banda británica Depeche Mode, ... añade voz y unas líneas de teclado en el escenario sobre una cinta grabada ". Chris Nelson de The New York Times informó que por la década de 1990, "artistas como Madonna y Janet Jackson establecieron nuevos estándares para el espectáculo, con conciertos que incluyen no solo trajes elaborados y pirotecnia con precisión cronometrada, sino también de baile muy atlético. Estos efectos se produjeron a expensas de cantar en vivo". Edna Gundersen de USA Today informó: "El ejemplo más obvio es el Blond Ambition World Tour de Madonna, un espectáculo visualmente absorto y con coreografías pesadas. Madonna sincroniza el dueto Now I'm Following You mientras que el personaje de Dick Tracy habla con la pista grabada de Warren Beatty. En otras canciones, a los cantantes de los coros se les hincha la voz producto del esfuerzo de no dejar de bailar. Del mismo modo, analizando el Rhythm Nation World Tour de Janet Jackson, Michael MacCambridge del Austin American-Statesman comentó: "no era real - ni siquiera un miembro de la First Family of Soul Music - que alguien pudiera bailar como ella lo hizo durante 90 minutos y además cantar poderosamente como los conciertos de los 90s exigían. 
El video musical de 1998 de Electrasy  "Morning Afterglow" mostraba al cantante Alisdair McKinnell haciendo playback de la canción entera al revés. Esto permitió que se creara el efecto de un apartamento que se limpiaba por la noche sin derribar las estanterías, mientras que la música sonaba normalmente.
En 2004 la cantante pop estadounidense Ashlee Simpson apareció en el programa de televisión Saturday Night Live y, durante su actuación, "se dijo que aparentemente estaba usando playback". De acuerdo con "su jefe-padre [,] ... su hija tenía que hacerlo porque tenía reflujo y esto causó que tuviera voz ronca". Su gerente afirmó que "Al igual que cualquier otro artista en Estados Unidos, tiene una pista de fondo que la cubre, por lo que no se oye su voz ronca por ser televisión nacional". Durante el incidente, las partes vocales de una canción cantada previamente empezaron a sonar mientras que la cantante estaba sosteniendo el micrófono sobre su cadera; ella hizo algunos brincos y bailes exagerados para después salir del escenario.
Durante los Juegos Olímpicos de Pekín 2008, CTV News informó que "la impresionante interpretación de una niña china de 9 años en la ceremonia de apertura de los Juegos Olímpicos de Beijing fue afectada por declaraciones que aseguran que usaba playback". El artículo dice que "Lin Miaoke usó playback el viernes en una versión de "Oda a la patria" cantada por Yang Peiyi de 8 años quien no fue considerada suficientemente hermosa para representar a China". Durante el Super Bowl XLIII,  la impecable actuación de Jennifer Hudson  del himno nacional "era" playback ... de una pista grabada previamente, y al parecer lo hizo Faith Hill, que se presentó antes de ella". Los cantantes hicieron sincronía de labios "... a petición de Rickey Minor, el productor del show antes del partido", quien argumentó que" hay demasiadas variables para tocar en vivo".  En ediciones subsiguientes del Super Bowl, los himnos nacionales se llevaron a cabo en vivo. En la fase final de 2009 de The X Factor, Cheryl Cole, en parte imitó una de sus nuevas canciones. 
La estrella viral adolescente Keenan Cahill sincroniza los labios de canciones populares en su canal de YouTube. Su popularidad ha aumentado, ya que incluyó invitados como el rapero 50 Cent en noviembre de 2010 y David Guetta en enero de 2011, enviándolo a ser uno de los canales más populares en YouTube en enero de 2011.

### Concursos y Shows
En 1981 Wm. Randy Wood comenzó a realizar concursos de lip sync en el club nocturno de metro en Seattle, Washington para atraer clientes. Los concursos fueron tan populares que llevó a los mismos a nivel nacional.En 1984 había concursos que se ejecutaban en más de 20 ciudades y después de la presentación de una propuesta de espectáculo fue a trabajar para Dick Clark Productions, como consultor de producción de la serie de televisión 'Puttin' on the Hits. El programa recibió un impresionante 9,0 de calificación en su primera temporada y fue nominado dos veces para los premios Daytime Emmy. En Estados Unidos, esta manía alcanzó su apogeo durante la década de 1980, cuando varias demostraciones del juego, como Puttin 'on the Hits y Lip Service , fueron creadas. El canal de la familia tenía un programa de sábado por la mañana llamado Great Pretenders, donde los niños hacían sincronizado de labios de sus canciones favoritas.
Otro show en el cual la sincronía de labios juega un papel importante, es en RuPaul's Drag Race, un show de telerrealidad y competición estadounidense en el cual se crean diversos desafíos en la búsqueda de la "Siguiente Super estrella Drag Estadounidense". El show usa un formato de eliminaciones semanales en la que cada semana dos de las concursantes drag queens que no lograron tener buenas calificaciones en los retos, deben enfrentarse a un reto final frente a los jueces, un "Lip-sync for your life" 'Playblack por tu vida.La competidora que no logre un perfomance y sincronía de labios impecable, es eliminada del concurso y enviada a casa. Desde la temporada 9 la final consta de 4 semifinalistas en vez de 3, las 4 mejores en la final se enfrentan en un "Lip-sync for the crown" o "Playblack por la corona" en la cual las dos finalistas que sobrevivan deberán hacer un último lip-sync cuya ganadora es coronada como la nueva superestrella Drag queen. estadounidense.

### Playbacken conciertos y películas
Dejando aparte los espectáculos en televisión, que usualmente son todos en playback (salvo que se indique lo contrario), el uso de música pregrabada es bastante común en conciertos de música tecno elaborada con elementos informáticos, como los de Jean-Michel Jarre, aunque en muchos casos no se trata de un playback total, sino que se combinan pistas o efectos sonoros pregrabados con otros que se interpretan en vivo.
Otro caso de playback se da en ciertas canciones concretas que son difíciles de interpretar en vivo, porque van acompañadas de una coreografía enérgica. El cantante se fatiga bailando y no puede cantar correctamente. Este truco puede pasar desapercibido, porque los músicos sí tocan en vivo y su sonido se combina con la voz pregrabada. En el caso de Madonna, las críticas que recibió durante su gira "The Blond Ambition Tour 1990" le llevaron a desechar dicho truco.
Es así como Bon Jovi, durante su canción Livin'on a Prayer tuvo que recurrir a esta técnica en una gira porque su cantante estaba sufriendo un serio problema de voz, el cual se agravaba al realizar notas altas como se aprecian en esta canción. En giras posteriores, los coros del resto de los músicos lo ayudan a superar estas dificultades.
Michael Jackson ha sido un ejemplo de artistas que usaron playback excesivamente en sus presentaciones y giras, ya sea porque las complejas coreografías de sus shows eran agotadoras o por problemas de salud. La primera vez que Jackson utilizó la sincronía de labios fue durante la primera presentación de "Billie Jean" en el especial del vigésimo quinto aniversario de Motown Records, en 1983. Por ser su primera presentación del tema, en donde también mostró la "caminata lunar" al mundo por primera vez, el cantante recurrió al playback para preocuparse solo en el baile. Esta misma canción más adelante sería interpretada en directo en sus giras Bad World Tour y Dangerous World Tour. Jackson también interpretó la canción en vivo en el Victory Tour (gira realizada junto a sus hermanos en 1984) y en el Concierto Real en Brunéi en 1996, siendo en este último donde interpretó la canción por última vez en vivo.
A partir de la etapa Europa de su gira Bad, en 1988, las canciones "Smooth Criminal", "Bad", "The Way You Make Me Feel" y "Man in the Mirror" fueron interpretadas con playback por cuestiones de agotamiento físico debido a las coreografías. No hubo críticas negativas, ya que el resto del espectáculo era totalmente interpretado en directo; además varios fragmentos de las actuaciones donde se usó playback (más que todo las partes finales) eran cantandas en vivo. En su posterior gira Dangerous, realizada entre 1992 y 1993, Jackson recibió fuertes críticas por parte de los admiradores, ya que además de las canciones mencionadas anteriormente, "Jam", "Thriller", "Will You Be There", "Dangerous", "Black or White" y "Heal the World" fueron interpretadas con playback (aunque nuevamente, con partes en vivo); esto se debió a que el artista introdujo coreografías más pesadas y performances mucho más largas.
En su tercera y última gira mundial, HIStory, el playback fue mucho mayor: solamente "Wanna Be Startin' Somethin'" y el popurrí de Los Jackson 5 son actuadas con la voz en directo, aunque en las partes finales de "In the Closet", "You Are Not Alone", "Billie Jean", "Beat It" y "Heal the World" se puede oír la voz en vivo del cantante. Jackson se había enfermado de laringitis poco antes del inicio de la gira, por lo que se vio obligado a usar este recurso; de hecho, en el Concierto Real en Brunéi, el cual se realizó meses antes del inicio de la gira, se le puede escuchar su voz afectada.
También el playback se puede encontrar en cantantes excepcionalmente dotados como Mariah Carey, Whitney Houston o Celine Dion, sin embargo son debidos a que el cantar en vivo para un show televisivo tiene un precio mayor que el cantar un playback. O por el simple hecho de que el cantante tiene problemas temporales con su voz, como un resfriado.
En el caso del cine musical, salvo contadas ocasiones, los actores no cantan en vivo al rodar sus escenas, sino que graban previamente las canciones y luego hacen playback al filmar. Esto es inevitable en las adaptaciones de musicales donde las canciones suponen casi el 100% de los diálogos y resulta imposible combinar canción y actuación dramática en un rodaje, más si es en exteriores. El playback se usa legítimamente, por ello, tanto en películas con música moderna como en adaptaciones de óperas. Así se hizo, por ejemplo, en los rodajes de las películas musicales Evita y Mamma Mia! y anteriormente en la adaptación cinematográfica de Carmen con Plácido Domingo.
En muchas películas musicales antiguas, el playback no se debía solo a cuestiones técnicas sino que además encubría que el actor no cantaba. Así, en Gilda no era Rita Hayworth quien cantaba, sino la desconocida Anita Ellis, y en My Fair Lady la voz de Audrey Hepburn fue reemplazada por la de una corista profesional. Lo mismo se hizo con la voz de Natalie Wood en West Side Story. Audrey Hepburn hizo (o consiguió) una excepción con la famosa canción Moon River, que sí interpretó con su voz real en Desayuno con diamantes.

### Cantantes deplaybacken el cine de Asia
En la industria fílmica de Asia, como Bollywood y otras, la expresión «cantante de playback» (playback singer), se refiere al cantante que graba las canciones que luego son utilizadas por un actor del filme.

### Grupos ficticios
En las décadas de 1980 y 1990, el uso habitual de playback y el creciente protagonismo del video musical dieron pie a una controvertida fórmula: grabar música con instrumentistas y vocalistas de estudio, desconocidos para el público, y darla a conocer mediante modelos y bailarines de imagen atractiva. Estos figurantes conformaban grupos musicales estables, que actuaban en televisión y en giras promocionales como un grupo convencional, con la diferencia de que nunca podían interpretar en vivo.
El caso más famoso de playback engañoso es el de Milli Vanilli. El productor discográfico Frank Farian, antiguo creador de Boney M, quería formar un dúo musical y para ello primero escogió a los miembros por su buena apariencia (dos bailarines de Sabrina Salerno) y grabó las canciones con coristas de estudio, con buenas voces pero que eran poco atractivos a efectos de marketing. El truco se prolongó por cierto tiempo, de tal modo que dicho dúo recibió importantes premios, hasta que varios fallos de sonido develaron el secreto. 
Otro caso de grupo ficticio es C+C Music Factory, grupo realmente formado por dos productores de música de baile, Clivillé y Coles, quienes cedían su protagonismo en las actuaciones a varias modelos y raperos.
En Europa, el grupo Black Box alcanzó gran éxito con el protagonismo de una exuberante modelo de voz enérgica que cantaba música house en inglés, aunque se trataba de una producción de origen italiano y la imagen del grupo no correspondía con los intérpretes.
Ya en España, un caso muy conocido es el del grupo español Loco Mía, quienes nunca cantaron en sus discos ya que no eran cantantes de profesión: se trataba más de un grupo visual que musical. Al único que se le reconoce participar en el disco Loco Vox es a Francesc Pícas; los demás miembros del grupo, al carecer de técnicas de canto, fueron doblados y, al salir al escenario, su función era la de mover los labios haciendo creer que ellos cantaban, mientras entretenían con sus abanicos. La voz que se escucha en su más conocido tema, Loco Mía, no pertenece a ninguno de los integrantes de esa época, sino a Benjamin Barrington.

### Versiones instrumentales
Vale la pena aclarar -como comentario adicional a lo ya dicho anteriormente- que algunos cantantes y grupos musicales publican en ciertas ocasiones, de algunas de sus canciones (las publicadas en el álbum oficial), versiones instrumentales. Es decir, se trata de la misma música que acompaña a la canción y que está incluida en el álbum, pero sin la voz. Esto es técnicamente muy fácil, ya que casi toda la música pop se graba mediante varias pistas de sonido, y la voz se graba aparte, por lo que se puede extraer de la grabación sin problemas. Esto no era posible en grabaciones antiguas, como las de Frank Sinatra, quien acostumbraba a grabar sus canciones con la orquesta, interpretando todos al unísono.
Las versiones instrumentales se solían incluir en el lado B (o Tracks adicionales) de los discos singles y maxi-singles, bien sea en vinilo o en formato de CD. Raramente son incluidas en el álbum oficial.

## En películas
En producción audiovisual, el playback es a menudo parte de la fase de posproducción. La mayoría de la película contiene escenas de hoy, donde ha sido el diálogo regrabadas después; sincronización de labios es la técnica utilizada, cuando animación de los personajes hablan, y playback es esencial cuando las películas están dobladas a otros idiomas. En muchas películas musicales, los actores cantaban sus propias canciones de antemano en una sesión de grabación y sincronización de labios durante el rodaje. Marni Nixon cantó por Deborah Kerr en El rey y yo, por Audrey Hepburn en My Fair Lady, y por Natalie Wood en West Side Story. En las décadas de 1950, MGM clásico Singin 'in the Rain, playback es un punto importante del diagrama.

### RDA - Doblaje
Reemplazo de un diálogo automatizado , también conocido como "RDA" o "doblaje", es una técnica de sonido de la película que implica la regrabación del diálogo después de la fotografía. A veces, los actores de sincronización de labios durante la filmación y el sonido se agregan más adelante para reducir los costos.

### Animación
Otra manifestación de la sincronización de labios es el arte de hacer un personaje animado aparece para hablar en una pista pregrabada de diálogo. La técnica de sincronización de labios para hacer una animación de caracteres aparecen a hablar implica calcular los tiempos de la expresión (descomposición), así como la animación real de los labios o la boca para que coincida con la pista de diálogo. Los ejemplos más tempranos de la sincronización de labios en la animación fueron intentados por Max Fleischer en su corta 1926 My Old Kentucky Home. La técnica continúa a este día, con películas de animación y la televisión muestra como Shrek, Lilo & Stitch, y Los Simpson con sincronización de labios para hacer que sus personajes ficticios hablen. La sincronización de labios también se utiliza en comedias como esta hora tiene 22 minutos y la sátira política, el cambio total o solo parcialmente el texto original. Se ha utilizado en conjunción con la traducción de las películas de un idioma a otro, por ejemplo, El viaje de Chihiro. La sincronización de labios puede ser un tema muy difícil en la traducción de obras extranjeras a un estreno nacional, como una simple traducción de las líneas a menudo deja invadir o empotramiento de diálogo de alto a los movimientos de la boca.

## En los videojuegos
Los primeros videojuegos no utilizaban ningún sonido de voz, debido a limitaciones técnicas. En la década de 1970 y principios de 1980, la mayoría de los juegos de vídeo utiliza simples sonidos electrónicos, como pitidos y sonidos simulados de explosión. A lo sumo, estos videojuegos se presentaron algunos mandíbula genérica o movimiento de la boca para expresar un proceso de comunicación, además de texto. Sin embargo, a medida que los videojuegos se volvían más avanzados en los años 1990 y 2000, la sincronización de labios y la actuación de voz se ha convertido en un foco importante de muchos videojuegos.

### Videojuegos de rol
Sincronización de labios es un foco de menor importancia en los videojuegos de rol . Debido a la enorme cantidad de información transmitida a través del juego, la mayoría de la comunicación se realiza mediante el uso de texto con desplazamiento. Mayores juegos de rol se basan exclusivamente en texto, utilizando retratos inanimados para proporcionar una mejor idea de quién está hablando. Algunos juegos hacer uso de actuación de voz, tales como Grandia II , pero debido a los modelos de carácter simple, no hay movimiento de la boca para simular el habla. Juegos de rol para los sistemas portátiles son todavía en gran parte basada en texto, con el poco uso de sincronización de labios y archivos de voz se reservan para los plenos de movimiento de vídeo escenas. Nuevos juegos de rol, sin embargo, suelen utilizar un cierto grado de voz en off. Estos juegos son por lo general para los equipos o sistemas modernos de la consola, e incluyen juegos como Mass Effect y The Elder Scrolls IV: Oblivion o The Elder Scrolls V: Skyrim. En estos casos la voz completa sobre los juegos, sincronización de labios es crucial.

### Videojuegos de estrategia
A diferencia de los videojuegos de rol, los videojuegos de estrategia hacen un amplio uso de los archivos de sonido para crear un ambiente de inmersión de batalla. La mayoría de los juegos, simplemente jugaron una pista de audio grabada en el momento justo con algunos juegos que ofrecen retratos inanimados para acompañar a la voz correspondiente. StarCraft utiliza llenos de movimiento de vídeo retratos de los personajes con varias animaciones genéricos habla de que no se sincronizan con las líneas que se hablan en el juego. El juego, sin embargo, hace un amplio uso de la voz grabada de transmitir la trama del juego, con las animaciones que hablan proporcionando una buena idea del flujo de la conversación. Warcraft III usa plenamente prestados los modelos 3D para animar discurso con movimientos de la boca genéricos, tanto en lo que retratos de caracteres, así como las unidades en el juego. Al igual que los retratos de la FMV, los modelos 3D no sincronizar con texto hablado real, mientras que en el juego de los modelos tienden a simular el habla moviendo sus cabezas y los brazos en lugar de utilizar la sincronización de labios real. Del mismo modo, el juego de Codename Panzers utiliza ángulos de cámara y movimientos de las manos para simular el habla, ya que los personajes no mueven la boca.

### Shootersen primera persona
El FPS es un género que por lo general pone mucho más énfasis en la pantalla gráfica, debido principalmente a la cámara casi siempre estar muy cerca de modelos de los personajes. Debido a las modelos de los personajes cada vez más detallados que requieren de animación, los desarrolladores de FPS deben asignar muchos recursos para crear una sincronización de labios realista con las muchas líneas de expresión que se utilizan en la mayoría de los juegos FPS. Los primeros modelos en 3D utilizan básicos movimientos de la mandíbula hacia arriba y hacia abajo para simular el habla. Con los avances tecnológicos, los movimientos de la boca empezaron a parecerse mucho a los movimientos reales del habla humana. Medal of Honor: Frontline dedicó un equipo de desarrollo solo a sincronizar los labios, la producción de la sincronización de labios más precisa para los juegos en ese momento. Desde entonces, los juegos como Medal of Honor: Pacific Assault y el Half-Life 2 han hecho uso de codificación que simula dinámicamente movimientos de la boca para producir sonidos como si fueran pronunciadas por una persona viva, lo que sorprendentemente la vida como los personajes. Los jugadores que crean sus propios vídeos utilizando modelos de los personajes, sin movimientos de los labios, como el casco de Master Chief a partir de Halo, improvisar movimientos de los labios, moviendo los brazos de los personajes, los órganos y haciendo un movimiento de bamboleo de la cabeza (ver Red vs Blue ).[cita requerida]

## En Redes Sociales

### Creadores de Contenido para redes
El LipSync es ampliamente utilizado por muchos creadores de contenido en diferentes redes sociales, especialmente TikTok, donde toman la pista de audio del creador original, la aplicación la separa del vídeo y la deja disponible para otros creadores. Así se logra que una publicación tenga múltiples versiones de diferentes influenciadores. Las publicaciones de este tipo más exitosas han sido las de la popular creadora @ChikyBomBomreal cuyo audio "Buenas Buenas..." tuvo un impacto mediático tan grande, que la creadora se vio en la necesidad de establecer demandas penales por el uso de sus audios ya que los estaban usando con fines comerciales. En Colombia el LipSync es ampliamente utilizado por diferentes creadores e influencers como es el caso de Aura Cristina Geithner, Lina Tejeiro, Yeimy Paola Vargas, Martina La Peligrosa, Keisy Diaz Florez, Vero Gutierrez, entre otras.  